# جرينكورت ليه هافرينكورت
جرينكورت ليه هافرينكورت (بالفرنسية: Graincourt-lès-Havrincourt)‏ هي بلدية تقع في إقليم باد كاليه من منطقة نور با دو كاليه في شمال فرنسا. تبلغ مساحة هذه المدينة 11.57 (كم²)، وترتفع عن سطح البحر 79 م، يبلغ عدد سكانها 617 نسمة حسب إحصاء المعهد الوطني للإحصاء والدراسات الاقتصادية سنة 2009 م. وترأس Jean-Marcel Dumont البلدية خلال فترة (2008-2014).